# Belagerung von Grüningen (1443)
Etzel · Pfäffikon · Grüningen I · Freienbach · Blickensdorf · Hirzel · Bremgarten · Regensberg · Grüningen II · St. Jakob an der Sihl · Greifensee · St. Jakob an der Birs · Erlenbach I · Koblach · Sargans · Wil · Kirchberg · Wolfhalden · Obertoggenburg · Wigoltingen · Erlenbach II · Männedorf · Wollerau · Ragaz
Die Belagerung von Grüningen (1443), auch Zweite Belagerung von Grüningen, war ein militärischer Konflikt, der vom 11. Juni bis zum 16. Juni 1443 im Verlaufe des Alten Zürichkriegs im heutigen Kanton Zürich ausgetragen wurde. Die Gegner waren auf der einen Seite die Garnison der Stadt Grüningen, auf der anderen Seite Truppen der eidgenössischen Orte.

## Vorgeschichte
Nach dem erneuten Kriegsausbruch im November 1440 und der Verheerung des Stadtzürcher Territoriums wurde Grüningen während des Alten Zürichkriegs von den Eidgenossen erstmals belagert und erobert, doch verzichteten diese auf die Abstellung einer eigenen Garnison. Stattdessen wurde die Stadt von den Eidgenossen aufgefordert, eine allfällige Verteidigung selbst zu übernehmen. Durch die Bedingungen des Kilchberger Friedens kam das Schloss und die Herrschaft Grüningen durch den «Berner Spruchbrief» am 17. März 1441 erneut an Zürich.
Nach dem erneuten Kriegsausbruch im Mai 1443 wurden 300 Mann aus Grünigen unter dem Kommando des Ritters Albrecht von Breitenlandenberg nach Rapperswil verlegt. Dieser kam in der darauf folgenden Schlacht bei Freienbach ums Leben. Nach der für Zürich verheerenden Schlacht am Hirzel sowie der Neutralisierung der Gemeinen Herrschaften im heutigen Kanton Aargau nach der Belagerung von Bremgarten setzte das eidgenössische Heer, das aus Kontingenten der Orte Luzern, Schwyz, Glarus, Uri, Unterwalden, Zug sowie der Städte Bern und Solothurn bestand, den Feldzug gegen das Stadtzürcher Territorium fort. Nach einer zweitägigen Belagerung von Regensberg zog das eidgenössische Heer über Kloten und Bassersdorf in die Herrschaft Greifensee. Unter Umgehung des Städtchens Greifensee erreichte es am 11. Juni Grüningen.
Die Stadt Zürich liess die Feste mit 64 Mann, Söldnern und Bauern aus verschiedenen Gegenden, besetzen, über die der Vogt Peter Kilchmann (auch Kilchmatter) und der Obristmeister Johann Iberger (auch Iburg), der auch im Zürcher Kleinen Rat sass, den Befehl führten. Die Hauptleute von Grüningen wurden aufgefordert, die Bevölkerung für die Verteidigung unter Eid zu nehmen und die nicht Wohlgesinnten wegzuschicken.

## Die Belagerung

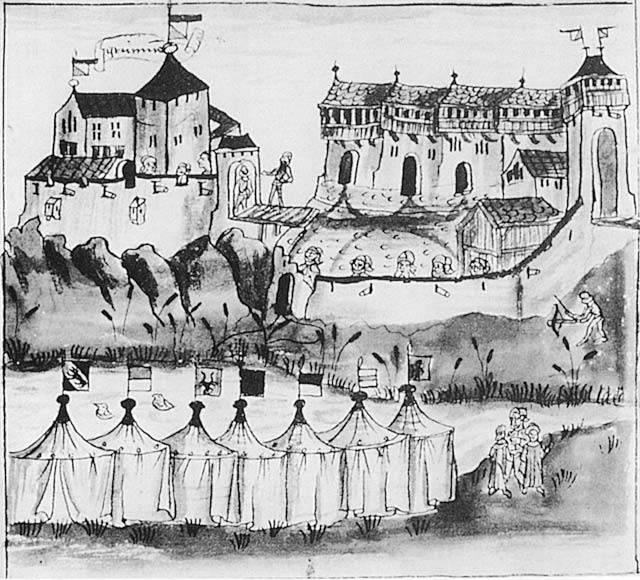
Belagerung vom November 1440 oder Juni 1443

Wie zuvor in Regensberg verhandelten auch hier die Bewohner des Städtchens mit den Eidgenossen bereits am Tag nach ihrer Ankunft, was in einer schnellen Übergabe der Stadt resultierte. Die Hauptleute, die gegenüber Zürich loyal standen und zur Verteidigung der Burg bereit waren, richteten an Zürich ein Hilfsbegehren. Zürich antwortete, dass keine Verstärkung möglich sei und man in der starken Burg aushalten solle.
Die Besatzung der Burg leistete Widerstand und verteidigte das gut ausgestattete Schloss mehrere Tage lang ohne Probleme, da die Beschiessung mit der Berner und Luzerner Artillerie kaum Schäden anrichtete: «schussend etwa mengen Schutz hinin und sie ouch hinuss, doch beschach nit grosser Schad» Dennoch begannen die Verhandlungen von neuem; die heftige Diskussion über die Kapitulation innerhalb der Schlossbesatzung wurde unter Tränen geführt und führte zu einer offenen Abstimmung. Die Minderheit argumentierte mit dem geleisteten Eid und der drohenden Schmach und Bestrafung durch die Zürcher Führung; die Mehrheit betrachtete den Eid als nicht mehr bindend, weil man von der Stadt im Stich gelassen worden sei. Vor allem erklärten mehrere Familienväter, sie hätten «ein wib und vil kleiner kinden» zuhause, die ihnen wichtiger seien. Schliesslich endete die Abstimmung 45 zu 15 für die Übergabe des Besitzes, so dass dem Vogt Peter Kilchmann die Aufrechterhaltung der Abwehr nicht mehr möglich war und am 16. Juni gegen die Zusicherung des freien Geleits in die Kapitulation einwilligen musste. Im Unterschied zu Regensberg entging die Burgbesatzung von Grüningen der Gefangennahme, sie erhielt von den Eidgenossen freien Abzug, unter Behaltung der Waffen und sonstigem Eigentum. Die Besitztümer der Stadt Zürich sollten dagegen den Eidgenossen zufallen; dazu gehörten Wein, Geschütze, Waffen, Rüstungen und Pulver. Zuvor war das in Rapperswil stationierte Grüninger Aufgebot zwar in die Stadt zurückgekehrt, es dürfte aber nicht zum Einsatz gekommen sein.

## Folgen

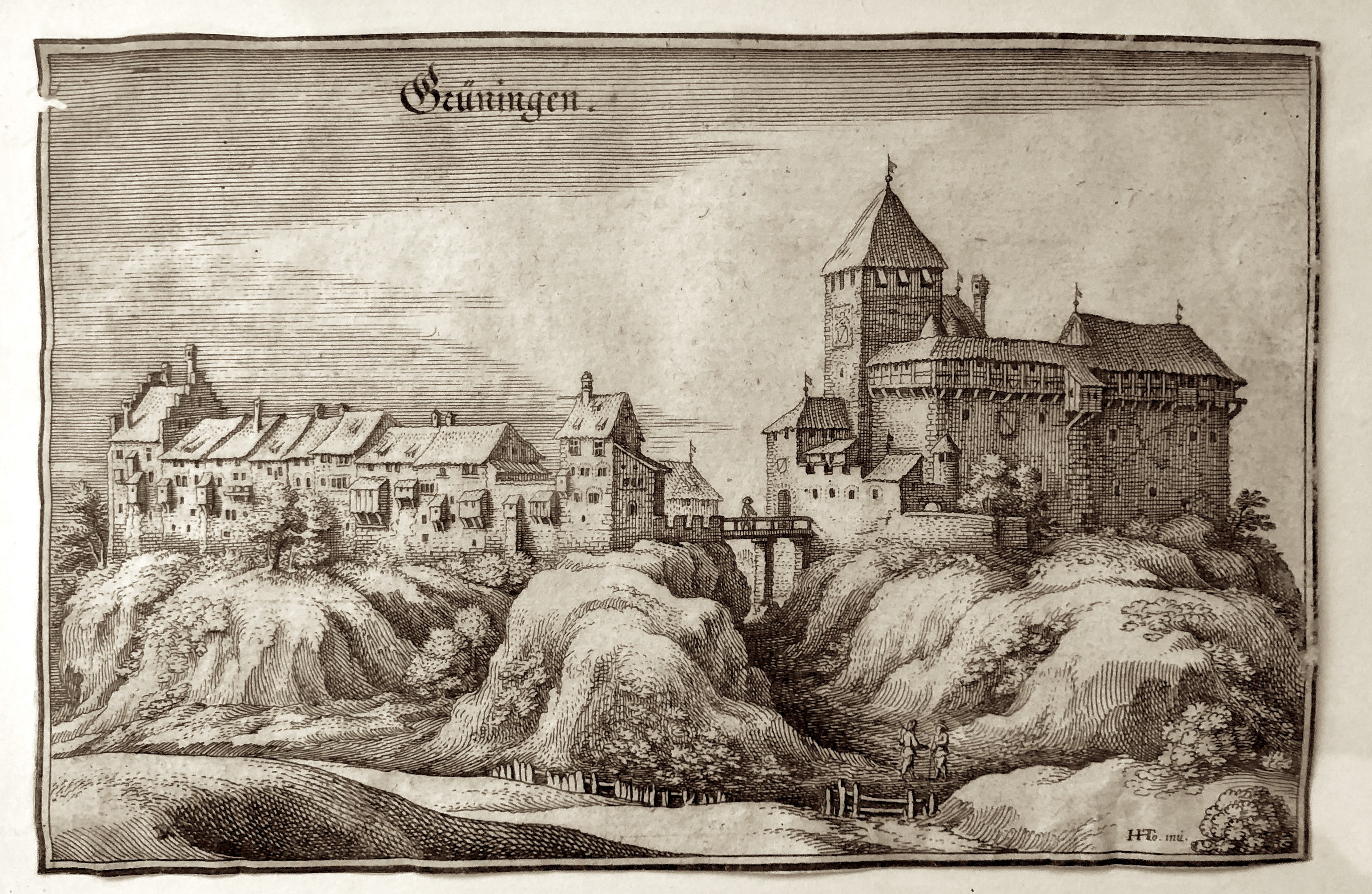
Grüningen um 1654, Stich von Mattäus Merian

Ursprünglich war geplant – auf Betreiben vor allem der Schwyzer – nach der Einnahme von Grüningen noch die Stadt Rapperswil zu belagern und einzunehmen. Als der Zürcher Vogt Peter Kilchmann – wie schon zuvor in Regensberg – unter Bruch des Geleits von zwei Unterwaldnern erschlagen wurde, welche daraufhin die Flucht ergriffen, führte dies auch im eidgenössischen Lager zu einigen Verstimmungen. Bern, Luzern und Solothurn erklärten, man wolle keinen weiteren Kriegszug unternehmen, sollte die Ordnung nicht eingehalten werden. Die Mehrheit der Orte optierte dafür, die flüchtigen Mörder bei Ergreifung zu bestrafen, überhaupt sollten alle, die mutwillig Frieden und Geleit brachen, künftig mit dem Rad gerichtet werden.
Bern und Solothurn hatten ohnehin die Absicht, sich möglichst bald von dem Feldzug zurückzuziehen, was durchaus auch dem Verhalten der beiden Städte vor Kriegsausbruch entsprach. Schwyz und Glarus, die sich durch die Präsenz und die kriegerischen Aktionen des ihrer Länder am nächsten liegenden Rapperswil besonders bedroht fühlen, versuchten deswegen, die beiden Städte von der Notwendigkeit einer Belagerung Rapperswils zu überzeugen. Als dann die Zuger das in der Umgebung liegende Dorf Mönchaltorf niederbrannten, weil dort zwei ihrer Krieger ermordet worden waren, stimmten die Berner und Solothurner schliesslich für den Rückzug. Als Grund für den Abzug gaben die Berner und Solothurner an, über nicht mehr genügend Nachschub an Zeug, Munition und Proviant für eine Belagerung von Rapperswil zu verfügen. Doch schien ihnen der Feldzug ohnehin zu missfallen, was durch die bisherigen Vorkommnisse und Rechtsbrüche, vor allem aber durch ihre anders geartete politische Ausrichtung bedingt war. Bereits am 9. Juni schrieb der Magistrat von Solothurn den Hauptleuten im Feld, sie mögen mit den Bernern nach der Einnahme von Grüningen in die Heimat zurückkehren, da ein Vermittlungsangebot von Papst Felix V. und von dessen Sohn Herzog Ludwig von Savoyen vorliege. Am 12. Juni erging ein weiteres Schreiben aus Solothurn an die Truppen im Feld, man habe Kriegsvolk im Sundgau bemerkt; es bestand der Verdacht, dieses würden über Breisach und Freiburg im Breisgau ziehen, um den Zürchern Hilfe zu bringen. Diese Gerüchte gingen auf die Versuche des Markgrafen Wilhelm von Hachberg zurück, über seinen Gesandten Peter von Mörsberg ab Anfang Juni den burgundischen Herzog Philipp den Guten zum Kriegseintritt der 14.000 in dessen Gebiet liegenden Armagnaken gegen die Eidgenossen zu bewegen. Diese diplomatische Mission scheiterte letztlich daran, dass der Burgunderherzog für seine Hilfe das Herzogtum Luxemburg forderte – für welches er zwar Pfandrechte besass, nominell jedoch ein Lehen des Reiches war – und vor allem daran, dass König Friedrich III. von dieser Aktion keine Kenntnis besass.
Am 17. Juni 1443 brachen die Kontingente von Bern und Solothurn auf dem Weg über Kloten und Baden in die Heimat auf. Auch Luzern rückte an dem Tag mit seinen Truppen ab. Wohl vor allem aufgrund der fehlenden Geschütze der Berner und Luzerner entschieden sich am 18. Juni auch die restlichen fünf Orte, von einer Belagerung von Rapperswil abzusehen und die Heimreise anzutreten, nachdem sie eine starke Besatzung von 120 Schwyzern und Glarnern unter dem Schwyzer Werner von Rufi in das Schloss Grüningen gelegt hatten. Somit ging der erste grosse eidgenössische Feldzug des Jahres 1443 hier offiziell zu Ende.
Allerdings begaben sich nur die Glarner unter Landammann Jost Tschudi via Uznach auf dem direkten Weg nach Hause. Die Heerhaufen der Orte Schwyz, Uri, Unterwalden und Zug nützten die Gelegenheit, auf dem Rückweg noch Gewalttaten zu verüben, die noch einigen Staub aufwirbeln sollten. Die Kriegsknechte wandten sich gegen das Kloster Rüti, wo alles, was nicht festgemauert war, Totenschilder und Fahnen über den Gräbern, Kultgegenstände und gar die Turmglocken geplündert wurden und die Gräber der hier beerdigten Adligen geschändet wurden. Darunter befand sich Graf Friedrich VII. von Toggenburg (→ dazu dortigen Abschnitt Tod und Grabschändung), den insbesondere die Schwyzer für den Ausbruch des Kriegs mit Zürich verantwortlich hielten, und Graf Walraff (Waldrach) von Thierstein, mit dessen Gebeinen sie sich «wie Schulbuben mit Schneeballen beworfen» haben. Elisabeth von Matsch, die Witwe Graf Friedrichs, flüchtete mit Abt und Konvent nach Rapperswil. Daraufhin wurde von Rüti aus von einem Truppenteil auch das Kloster Wurmsbach ausgeraubt. Der andere Truppenteil wandte sich gegen das Rapperwiler Umland, wobei das zur Pfarrei Jona gehörige Dorf Wagen eingeäschert wurde, und fuhr bei Schmerikon über den Zürichsee, um in die March zu gelangen, wo im Dorf Wangen einige Häuser angezündet wurden. Ausserdem wurde auch das Kloster Kappel sowie zahlreiche Kirchen auf ihrem Weg ausgeraubt. Sobald sich die Eidgenossen sich von der Umgebung von Rapperswil entfernten, folgte eine Vergeltungsaktion von Kriegsknechten aus dieser Stadt, die das östlich gelegenen Dorf Ermenswil im Uznacher Land in Brand steckten.
Danach kehrte das Kontingent der Zuger über die March direkt in die Heimat zurück. Die Heerhaufen von Schwyz, Uri und Unterwalden unternahmen noch eine Wallfahrt nach Einsiedeln und begaben sich dann von dort aus in ihre jeweiligen Gebiete.
Die Zürcher beklagten sich bei König Friedrich III. über die brutale und in ihren Augen unehrenhafte Vorgehensweise der Innerschweizer, was bei letzteren eine regelrechte Rechtfertigungskampagne vor den Reichsfürsten auslöste.
Ein Nachspiel hatte die Belagerung von Grüningen auch für die abgezogene Besatzung, wovon mehr als vierzig Mann in der zweiten Junihälfte bei hereinbrechender Nacht vor dem Stadttor von Rapperswil erschienen und um Einlass baten. Ihnen wurde jedoch der Eintritt verweigert, weil sie «nicht ehrlich und redlich zu Grüningen als Zürcher Besitz gehalten hatten.» Sie mussten darauf die ganze Nacht vor der Stadt Rapperswil im Freien zubringen; einzig den Büchsenmeister liessen die Rapperswiler hinein, weil er sich entschuldigt hatte, er würde an der Kapitulation von Grüningen keine Schuld tragen. Am folgenden Tag zog die Grüninger Mannschaft weiter nach Zürich, wo sie umgehend ins Gefängnis gesteckt und scharfe Bussen verhängt wurden. Milde zeigte Zürich nur bei Rüedi Barr von Hedingen, weil ihm die Eidgenossen bereits das Haus verbrannt hatten und seine Familie obdachlos war.
Nach der erfolglosen Ersten Belagerung von Rapperswil und der darauf folgenden Waffenruhe (Frieden von Rapperswil) am 9. August wurde festgehalten, dass die eroberten Gebiete, die den Eidgenossen huldigten, in deren Hand belassen werden sollen. Dies betraf vor allem die aargauischen Städte Bremgarten, Mellingen und Baden sowie die Herrschaften Regensberg und Grüningen. Die restliche Zürcher Landschaft wurde zwar verheert, verblieb jedoch bei Zürich, die Grafschaft Kyburg sowie Winterthur und Rapperswil bei Österreich.